# Corky, il ragazzo del circo
Corky, il ragazzo del circo (Circus Boy) è una serie televisiva statunitense trasmessa per la prima volta in 49 episodi nel corso di 2 stagioni dal 1956 al 1958. Protagonista è l'attore bambino Micky Dolenz (qui accreditato come Mickey Braddock), in seguito conosciuto come batterista e vocalista della band The Monkees, gruppo pop rock diventato "cult" nella seconda metà degli anni '60.

## Trama
Dopo che i suoi genitori, i "Flying Falcons", sono rimasti uccisi in un incidente col trapezio, il piccolo Corky viene adottato dallo zio Joey, il clown, e da tutti gli altri personaggi del circo. Al ragazzo viene affidata la cura di Bimbo, un cucciolo di elefante che Corky tratta come il suo animale domestico. Corky aiuta gli altri lavoranti dello show, tra cui il proprietario Big Tim Champion e Pete, seguendo il circo che si sposta di città in città ogni settimana.

## Personaggi
- Corky (49 episodi, 1956-1957), interpretato da Micky Dolenz.
- Joey, il clown (49 episodi, 1956-1957), interpretato da Noah Beery Jr..
- Big Tim Champion (49 episodi, 1956-1957), interpretato da Robert Lowery.
- Pete (35 episodi, 1956-1957), interpretato da Guinn 'Big Boy' Williams.
- Casey Perkins (4 episodi, 1956-1957), interpretato da Ralph Moody.
- Mike (4 episodi, 1956-1957), interpretato da Ed Hinton.
- colonnello Jack (4 episodi, 1956-1957), interpretato da Andy Clyde.
- Elmer Purdy (3 episodi, 1957), interpretato da Sterling Holloway.
- Mr. Meeker (3 episodi, 1956-1957), interpretato da Ollie O'Toole.
- Pop Warren (3 episodi, 1956-1957), interpretato da Stanley Andrews.
- Little Tom (3 episodi, 1956-1957), interpretato da Billy Barty.
- Gambino (2 episodi, 1956-1957), interpretato da Anthony Caruso.
- Ben Ali (2 episodi, 1956-1957), interpretato da Don Diamond.
- Jean Manelli (2 episodi, 1957), interpretato da Manning Ross.
- Keogh (2 episodi, 1956-1957), interpretato da Grant Withers.
- Fuller (2 episodi, 1957), interpretato da Harry Hickox.
- Helen Dillard (2 episodi, 1957), interpretato da Elaine Haslett.
- Doc (2 episodi, 1957), interpretato da Hal Taggart.
- Ben Otis (2 episodi, 1957), interpretato da Dan White.
- Bano (2 episodi, 1957), interpretato da Joe Kirk.
- Annie (2 episodi, 1957), interpretata da Coco Dolenz.

## Produzione
La serie fu prodotta da Norbert Productions e Screen Gems Television e girata nell'Iverson Ranch a Los Angeles in California.

### Registi
Tra i registi della serie sono accreditati:
- Robert G. Walker (22 episodi, 1956-1957)
- George Archainbaud (8 episodi, 1956-1957)
- William Beaudine (4 episodi, 1957)
- Fred Jackman Jr. (4 episodi, 1957)
- Lew Landers (4 episodi, 1957)
- Douglas Heyes (2 episodi, 1956)

## Distribuzione
La serie fu trasmessa negli Stati Uniti dal 1956 al 1957 sulla NBC e dal 1957 al 1958 sulla ABC.
Alcune delle uscite internazionali sono state:
- negli Stati Uniti il 23 settembre 1956 (Circus Boy)
- in Germania Ovest il 19 ottobre 1957 (Corky und der Zirkus)
- nei Paesi Bassi il 26 luglio 1961
- in Francia il 29 luglio 1961
- in Italia (Corky, il ragazzo del circo o Corky ragazzo del circo)

## Episodi
| Stagione         | Episodi | Prima TV originale |
| ---------------- | ------- | ------------------ |
| Prima stagione   | 36      | 1956-1957          |
| Seconda stagione | 13      | 1957-1957          |